# Exostema longiflorum
Exostema longiflorum là một loài thực vật có hoa trong họ Thiến thảo. Loài này được (Lamb.) Schult. mô tả khoa học đầu tiên năm 1819.